# 星野児胡
星野児胡（ほしの じこ、1985年6月27日 - 2023年3月 ）は、日本の画家、映像監督、パフォーマー、元ミュージシャン、元お笑い芸人。主に「不安画」を得意とする不安画師として活動していた。
アーティストグループ「作者は病気団」の代表を務めており、アート企画展示会「月輪企画」を不定期で開催していた。

## 略歴・人物
幼少期から落書きが好きで、中学生の頃に劇団や音楽等を始める。しかし小学生からの学校嫌いにより高校を中退する。その後、引き籠り生活をするようになり精神を病む。引き籠り生活から抜け出した後、ミュージシャン、芸人として活動していた。
2004年から映像制作を始め、2007年から大手音楽事務所にて音響・映像スタッフとして働いていた。
2011年3月11日に東日本大震災が起こり、勤め先が潰れたことにより再び精神を病む。その不安な気持ちをぶつけて「不安画」という作風スタイルを持つようになる。それから不安画師として活動している。現在は埼玉県さいたま市にあるライブハウスのスタッフ、作品制作、ライブペイントなども行っている。
2017年、鉄人社発刊の「実録 ! サイコ恐怖画像2015」にて作品が無断転載された事が発覚し、同社に30万円を請求する民事訴訟を起こした。さいたま地裁は同社に75,000円の支払いを命じた。
2020年11月17日、AbemaTVの番組 『報道リアリティーショーABEMA Prime』（アーカイブ）に出演した。
2022年7月、自身のTwitterにて、名前を「斗野児胡」に改名することを発表。また、好きな人のために武器であった「不安画」を引退し、その人に認めてもらえる絵を描く画家として再スタートすることを発表。
2023年4月、自身のTwitterで家族が、入院中の病院で自死していた事を公表。